# Philip Miller

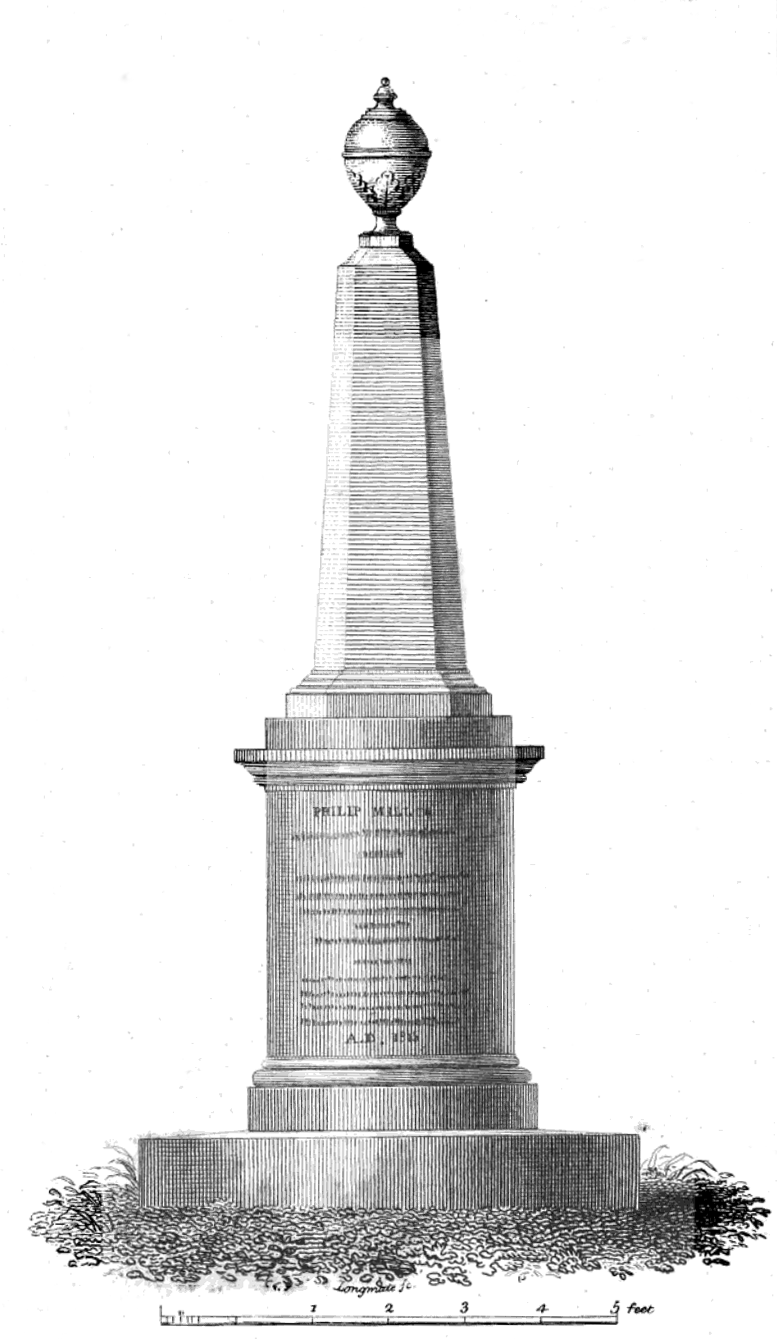
Zu Ehren Millers errichtetes Monument

Philip Miller (* 1691 in Deptford oder Greenwich; † 18. Dezember 1771 in Chelsea, London) war ein englischer Gärtner und Botaniker. Sein offizielles botanisches Autorenkürzel lautet „Mill.“

## Leben und Wirken

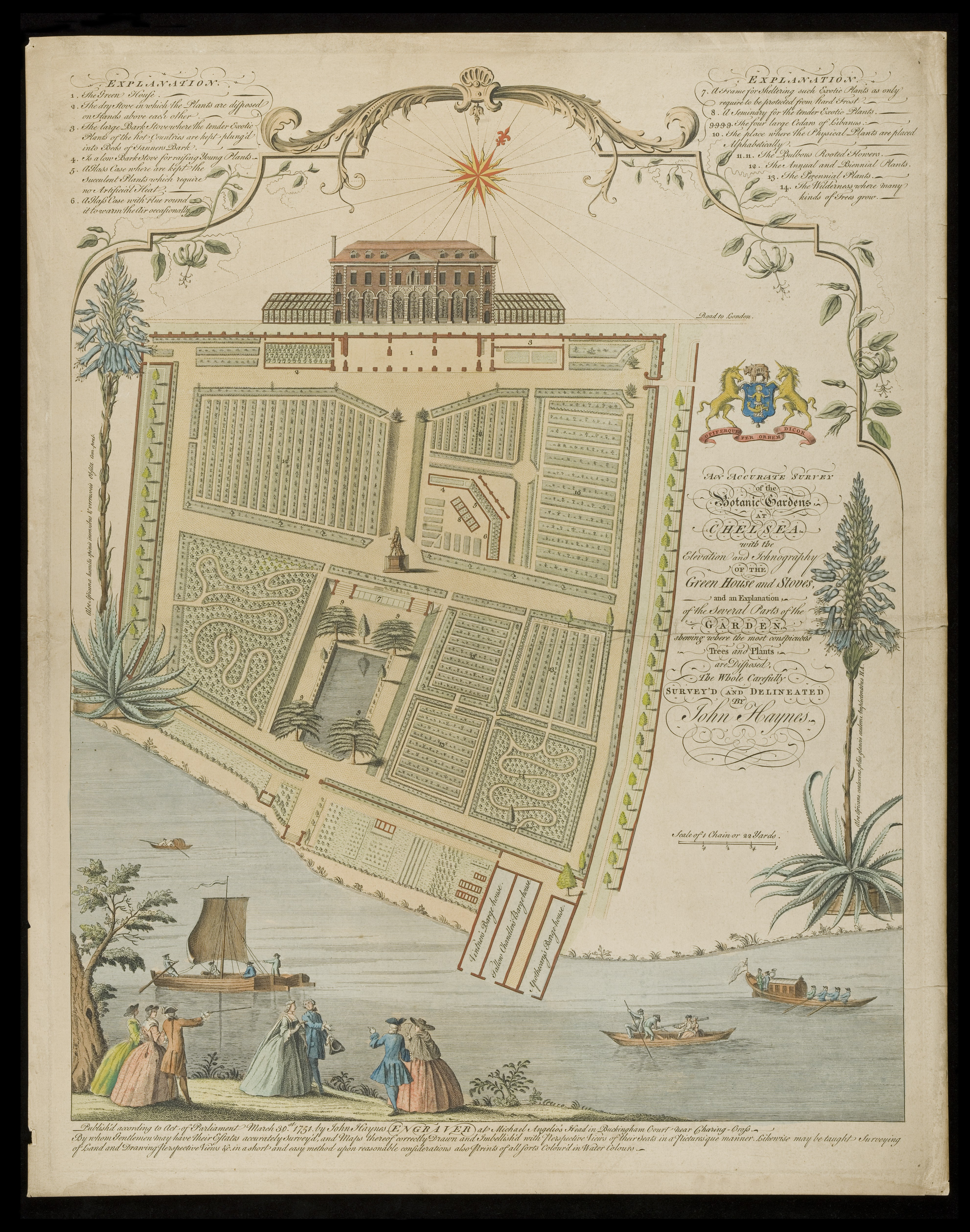
Plan des Chelsea Physic Garden, Stich von John Haynes (1751)

Philip Miller war der Sohn eines Gemüsebauern aus der Umgebung von Deptford. Er war mit Mary Kennet, einer Schwester der Ehefrau von Georg Dionysius Ehret, verheiratet. Aus der Ehe gingen drei Kinder hervor: Mary (* 1732), Philip (* 1734) und Charles (1739–1817)
Von 1722 bis 1770 war er Hauptgärtner des Chelsea Physic Garden. Er schrieb mehrere Bücher, darunter das Gardeners Dictionary, das Methoden zur Verbesserung des Küchen-, Frucht- und Blumengartens enthält.
Am 22. Januar 1730 wurde er zum Fellow der Royal Society gewählt. Miller korrespondierte weltweit mit anderen Botanikern und erhielt Proben von Arten der ganzen Erde, von denen er viele zum ersten Mal in England kultivierte. Er bildete William Aiton aus, der später Hauptgärtner der Königlichen Gärten Kew Gardens wurde, und William Forsyth, nach dem die Forsythie benannt wurde.
Miller widerstrebte es, die neue binomiale Bezeichnung von Carl von Linné zu verwenden, er bevorzugte die Klassifikationen von Joseph Pitton de Tournefort und John Ray. Erst 1768, mit der achten Auflage des Gardeners Dictionary, wechselte er zum Linnéschen System. Nomenklatorisch bedeutsam ist die 4. gekürzte Auflage des Gardeners Dictionary von 1754, in der etliche Gattungsnamen entsprechend den Regeln des Internationalen Code der Nomenklatur für Algen, Pilze und Pflanzen formal eingeführt wurden. Darunter die Lärchen (Larix) und die Vanille (Vanilla).
1733 schickte Miller die ersten Baumwollsamen nach Georgia.

## Ehrungen
William Houstoun benannte ihm zu Ehren die Gattung Milleria der Pflanzenfamilie der Korbblütler (Asteraceae). Carl von Linné übernahm später diesen Namen.

## Schriften (Auswahl)

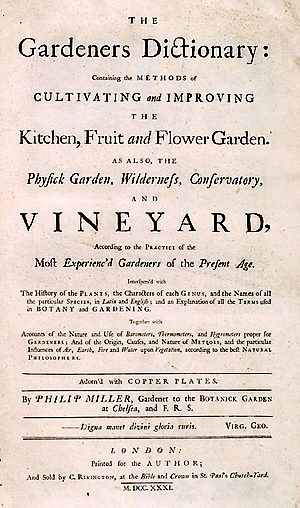
The Gardener’s Dictionary (1731)

- The gardeners and florists dictionary, or A complete system of horticulture. 2 Bände, London 1724 (Band 1, Band 2).
- Catalogus plantarum officinalium quae in horto botanico chelseyano aluntur. London 1730 (online).
- The gardeners dictionary. 8 Auflagen, 1731–1768:
  - The gardeners dictionary. 1. Auflage, London 1731.
  - The gardeners dictionary. 2. korrigierte Auflage, London 1733.
  - An Appendix to the gardeners dictionary. London 1735.
  - The gardeners dictionary. 3. korrigierte Auflage, London 1737.
  - The second volume of the gardeners dictionary. 1. Auflage, London 1739.
  - The second volume of the gardeners dictionary. 2. Auflage, London 1740.
  - The gardeners dictionary. 4. Auflage, 3 Bände, London 1743 (Band 1, Band 2, Band 3).
  - The gardeners dictionary. 5. korrigierte Auflage, London 1741.
    - Das englische Gartenbuch. 3 Bände, Nürnberg 1750–1758 (Band 1, Band 2, Band 3) – Übersetzung der 5. Auflage.
    - Groot en algemeen kruidkundig, hoveniers, en bloemisten woordenboek. 2 Bände, Leiden 1745 (Band 1, Band 2) – Übersetzung der 5?. Auflage.

  - The gardeners dictionary. 6. überarbeitete Auflage, London 1752.
  - The gardeners dictionary. 7. überarbeitete Auflage, London 1756–1759 – herausgegeben in 112 Teilen (online).
  - The gardeners dictionary. 8. Auflage, London 16. April 1768 (online).
    - Allgemeines Gärtner-Lexicon. 4 Bände, Nürnberg 1769–1776 (Band 1, Band 2, Band 3, Band 4) – Übersetzung der 8. Auflage.
    - Le grand dictionnaire des jardiniers. 8 Bände, Paris 1785 (Band 1, Band 2, Band 3, Band 4, Band 5, Band 6, Band 7, Band 8) – Übersetzung der 8. Auflage.

- The abridgement of the gardeners dictionary. – 6 gekürzte Auflagen, 1735–1771:
  - The gardeners dictionary. 1. Auflage, 2 Bände, London 1735 (Band 1, Band 2).
  - The gardeners dictionary. 2. korrigierte Auflage, 3 Bände, London 1740–1741.
  - The gardeners dictionary. 3. korrigierte Auflage, 3 Bände, London 1748.
  - The gardeners dictionary. 4. korrigierte und vermehrte Auflage, 3 Bände, London 1754 (online).
  - The abridgement of the gardeners dictionary. 5. korrigierte und vermehrte Auflage, London 1763 (online).
  - The abridgement of the gardeners dictionary. 6. korrigierte und vermehrte Auflage, London 1771.

- Figures of the most beautiful, useful, and uncommon plants described in the Gardeners dictionary. 2 Bände, London 1755–1760 (Band 1, Band 2).
  - Abbildungen der nützlichsten, schönsten und seltensten Pflanzen welche in seinem Gärtner-Lexicon vorkommen. Nürnberg 1768–1782 (Band 1, Band 2).

- The gardeners kalendar. – 15 Auflagen 1731–1769:
  - The gardeners kalendar. 1. Auflage, London 1731["1732"] (online).
  - The gardeners kalendar. 2. Auflage, London 1733.
  - The gardeners kalendar. 3. Auflage, London 1734.
  - The gardeners kalendar. 4. Auflage, London 1737 (online).
  - The gardeners kalendar. 5. Auflage, London 1739 (online).
  - The gardeners kalendar. 6. Auflage, London 1743.
  - The gardeners kalendar. 7. Auflage, London 1745 (online).
  - The gardeners kalendar. 8. Auflage, London 1748.
  - The gardeners kalendar. 9. Auflage, London 1751 (online).
  - The gardeners kalendar. 10. Auflage, London 1754.
  - The gardeners kalendar. 11. Auflage, London 1757.
  - The gardeners kalendar. 12. Auflage, London 1760.
  - The gardeners kalendar. 13. Auflage, London 1754.
  - The gardeners kalendar. 14. Auflage, London 1765 (online).
    - Maandelykse tuin-oeffeningen. Haarlem 1767 (online) – übersetzt von Job Baster (1711–1775).

  - The gardeners kalendar. 15. Auflage, London 1769 (online).

- A short introduction to the knowledge of the science of botany: explaining the terms of art made use of in the Linnaean system. London 1760 (online).

- Anleitung zu der Pflanzung und Wartung der vornehmsten Küchengewächse. Bern 1766 (doi:10.5962/bhl.title.20206).

- The gardeners kalendar. – postum:
  - The gardeners kalendar. 16. Auflage, London 1775 (online).
    - Calendrier des jardiniers. Brüssel 1789 (online).

  - The gardeners kalendar. 17. Auflage, Dublin 1792 (online).

- Thomas Martyn (Hrsg.): The gardener's and botanist's dictionary. 2 Bände, London 1807 (Band 1, Teil 1, Band 1, Teil 2, Band 2, Teil 1, Band 2, Teil 2) – postum.

### Historische
- James Britten: Philip Miller’s plants. In: Journal of Botany. Band 51, 1913, S. 132–135 (online).
- George Claridge Druce: The Abridgement of Miller’s Gardener's Dictionary. In: The Botanical Exchange Club and Society of the British Isles. Report for 1913. Band 3, Nr. 5, 1914, S 426–436 (online).
- Pehr Kalm: Des Herren Peter Kalms […] Beschreibung der Reise die er nach dem nördlichen Amerika auf den Befehl gedachter Akademie und öffentliche Kosten unternommen hat. Band 1, Göttingen 1757, S. 539–543 (online).
- Richard Pulteney: Historical and biographical sketches of the progress of botany in England, from its origin to the introduction of the Linnaean system. Band 2, London 1790 S. 241–250 (online).
- Memoirs of Philip Miller, F.R.S. Formerly Gardener to the Company of Apothecaries at their Botanical garden, Chelsea. In: John Rogers: The Vegetable Cultivator. London 1839, S. 335–343 (online).

### Moderne
- Guy Meynell: Philip Miller’s resignation from the Chelsea Physic Garden. In:  Archives of Natural History. Band 14, Nr. 1, S. 77–84 (doi:10.3366/anh.1987.14.1.77).
- Guy Meynell: Maillet’s ‘portrait’ of Philip Miller. In: Archives of Natural History. Band 14, Nr. 2, S. 221–222 (doi:10.3366/anh.1987.14.2.221).
- Guy Meynell: Books from Philip Miller’s library later owned by Sir Joseph Banks. In:  Archives of Natural History. Band 18, Nr. 3, S. 379–380 (doi:10.3366/anh.1991.18.3.379).
- Jean O’Neill: Peter Collinson’s copies of Philip Miller’s Dictionary in the National Library of Wales. In:  Archives of Natural History. Band 20, Nr. 8. S. 373–380 (doi:10.3366/anh.1993.20.3.373).
- Hazel Le Rougetel: The Chelsea Gardener: Philip Miller 1691–1771. London 1990, ISBN 0-565-01101-4.
- William T. Stearn: Philip Miller and the plants from the Chelsea Physic Garden presented to the Royal Society of London, 1723–1796. In: Transactions of the Botanical Society of Edinburgh. Band 41, Nr. 3, 1972, S. 293–307 (doi:10.1080/03746607208685233).
- William T. Stearn: Miller’s Gardeners dictionary and its abridgement. In: Journal of the Society for the Bibliography of Natural History. Band 7, Nr. 1, 1974, S. 125–141 (doi:10.3366/jsbnh.1974.7.1.125).
- George Thomson: Philip Miller. Succulents, illustrations and forgotten books. In: Bradleya. Band 41, 2023, S. 241–262 (doi:10.25223/brad.n41.2023.a19).